# Dangerous Blondes
Pour plus de détails, voir Fiche technique et Distribution.
Dangerous Blondes est un film américain réalisé par Leigh Jason, sorti en 1943.

## Synopsis
Un écrivain auteur de romans policiers, Barry Craig (Allyn Joslyn), et sa femme Jane (Evelyn Keyes) sont amenés à enquêter sur des meurtres qui se produisent dans un studio de photographie de mode. Ils sont contactés par l'amie de Jane, Julie Taylor (Anita Louise). Julie travaille pour le photographe de mode Ralph McCormick (Edmund Lowe) et elle à l'impression que le studio est traqué par un meurtrier. Peu de temps après, une riche mondaine, Isabel Fleming (Mary Forbes), est assassinée lors d'une séance photo. La police s'en mêle et l'enquête suit son cours ...

## Fiche technique
- Titre : Dangerous Blondes
- Réalisation : Leigh Jason
- Scénario : Richard Flournoy, Jack Henley, Audrey Roos
- Photographie : Philip Tannura
- Montage : Jerome Thoms
- Musique : Earl E. Lawrence
- Directeur musical : Morris Stoloff
- Direction artistique : Lionel Banks
- Décors : Joseph Kish
- Costumes : Eugene Joseff
- Son : Lodge Cunningham
- Producteur : Samuel Bischoff
- Société de production : Columbia Pictures
- Société(s) de distribution : Columbia Pictures
- Pays de production :  États-Unis
- Langue : anglais américain
- Format : Noir et blanc — 35 mm — 1,37:1 — Son : Mono (Western Electric Mirrophonic Recording)
- Genre : Comédie dramatique, Film policier
- Durée : 81 minutes (1 h 21)
- Dates de sortie : 
  - États-Unis : 22 septembre 1943
  - Mexique : 28 janvier 1944
  - Afrique du Sud : 12 octobre 1945

## Distribution
- Allyn Joslyn : Barry Craig
- Evelyn Keyes : Jane Craig
- Edmund Lowe : Ralph McCormick
- John Hubbard : Kirk Fenley
- Anita Louise : Julie Taylor
- Frank Craven : l'inspecteur Joseph Clinton
- Michael Duane : Harry Duerr
- Ann Savage : Erika McCormick
- William Demarest : le détective Gatling
- Hobart Cavanaugh : Edward E. 'Pop' Philpot
- Frank Sully : le détective Joe Henderson
- Robert Stanford : Jim Snyder
- Lynn Merrick : May Ralston
- John Abbott : Roland X. Smith (non crédité)
- Stanley Brown : Lee Kenyon (non crédité)
- Mary Forbes : Isabel Fleming (non créditée)
- Gordon B. Clarke : le reporter Haley (non crédité)
- Bess Flowers : Madge Lawrence (non crédité)
- Raoul Freeman : un photographe (non crédité)
- Dwight Frye : un voyou (non crédité)
- Joe Garcio : un photographe (non crédité)
- Jack Green : un citoyen (non crédité)
- William Haade : Pugnacious Man (non créditée)
- Jack Kenney : l'officier des moteurs Kelly (non crédité)
- Donald Kerr : le reporter Bobby Lewis (non crédité)
- Tom Kingston : un interne  (non crédité)
- Grace Lenard : la femme d'âge moyen (non créditée)
- Horace McMahon : un voyou (non crédité)
- William Newell : un préposé (non crédité)
- Frank O'Connor : le facteur (non crédité)
- Broderick O'Farrell : l'homme âgé (non crédité)
- Paul Palmer : l'expert en empreintes digitales (non crédité)
- Emory Parnell : l'officier McGuire (non crédité)
- Shirley Patterson : la mariée (non créditée)
- Charles Perry : un interne  (non crédité)
- Tom Quinn : un photographe (non crédité)
- Jack Rice : Scott (non crédité)
- Jack Ryan : un flic (non crédité)
- Syd Saylor : un préposé (non crédité)
- Harry Strang : le détective Matthews (non crédité)
- Ray Teal : le détective Charlie Temple (non crédité)
- Joan Tours : une citoyenne (non créditée)
- John Tyrrell : un photographe (non crédité)
- Minerva Urecal : Mme Swanson, la gouvernante (non créditée)
- Emmett Vogan : le médecin (non crédité)
- Billy Wayne : le commis de nuit (non crédité)
- Max Willenz : Phillip (non crédité)
- Don Wilson : l'auto-annonceur (non crédité)
- Craig Woods : le jeune marié (non crédité)
- Constance Worth : une journaliste (non crédité)